# Pardosa pullata
Pardosa pullata es una especie de araña araneomorfa del género Pardosa, familia Lycosidae. Fue descrita científicamente por Clerck en 1757.
Habita en Europa, Turquía, Cáucaso, Rusia (Europa al sur de Siberia), Kazajistán y Asia central.